# Gonzalo Queipo de Llano

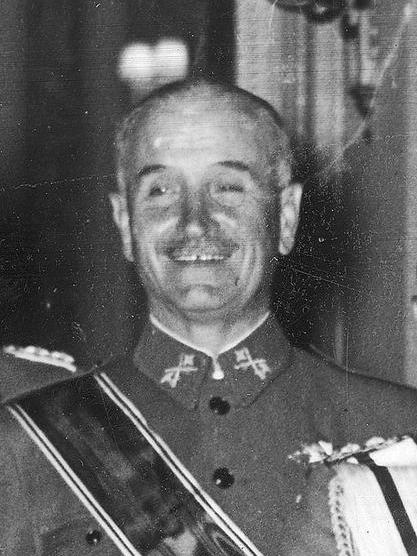
Gonzalo Queipo de Llano (1939)

Gonzalo Queipo de Llano y Sierra (* 5. Februar 1875 in Tordesillas; † 9. März 1951 in Camas) war ein spanischer General während des Spanischen Bürgerkriegs auf Seiten der Putschisten um General Franco.

## Leben
Der Sohn eines Stadtrichters besuchte für den Bachillerato das Institut von Ponferrada und ging in ein Diözesanseminar, entzog sich aber 1891 und schrieb sich in die spanische Armee als Schütze und Trompeter ein. Später trat er als Kadett in die Königliche Kavallerieakademie in Valladolid ein und nahm an den Kämpfen auf Kuba 1898 und im spanischen Marokkokrieg als Kavallerieoffizier teil. Er erwarb sich einen Ruf der Verwegenheit für seine Kavallerieeinsätze.
Queipo de Llano stieg 1923 zum Brigadegeneral auf. Er stand der spanischen Armee kritisch gegenüber und in Opposition zu Diktator Miguel Primo de Rivera, der ihn von seinem Kommando entband und ins Gefängnis sperren ließ. 1926 wurde er freigelassen, aber wegen fortgesetzter Kritik an der Regierung 1928 aus der Armee entlassen. Zwei Jahre später wurde er Chef der Republikanischen Militärvereinigung und arbeitete mit dem nationalen Revolutionskomitee zusammen, einer Gruppe, die den Sturz von König Alfons XIII. plante. Im Dezember 1930 unter dem Befehl von General Dámaso Berenguer Fusté nahm er als einer der führenden Militärs an einer republikanischen Verschwörung teil, die das Komplott vom Flughafen Cuatro Vientos nach dem Scheitern des Aufstands von Jaca unternahm. Das Versagen dieser Revolte zwang ihn zur Flucht nach Portugal.

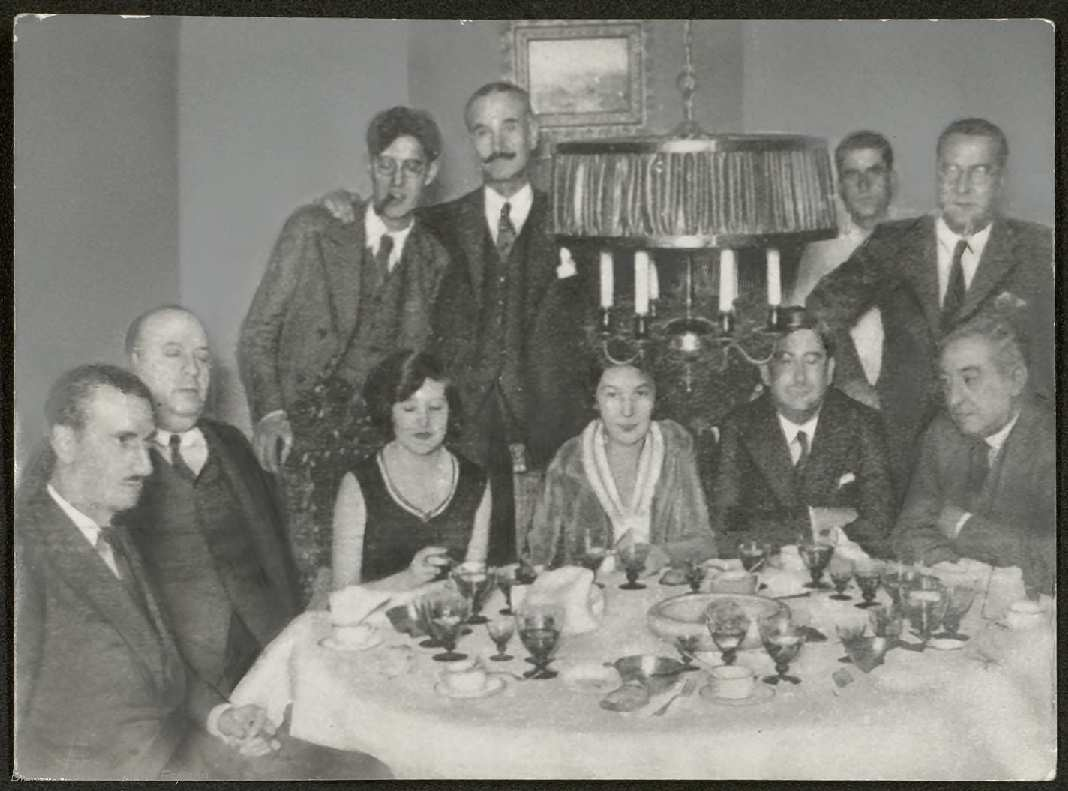
Queipo de Llano (stehend, 2. von links) im Kreis seiner republikanischen Freunde (darunter sitzend, 3. v. links, die Journalistin Josefina Carabias) in Madrid 1931

Als Alfons XIII. im April 1931 ohne förmliche Abdankung ins Ausland gegangen war, kehrte Queipo de Llano nach Spanien zurück und übernahm den wichtigen Posten des Kommandeurs des 1. Militärdistrikts in Madrid. Später wurde er zum Chef des Militärberaterstabs von Präsident Niceto Alcalá-Zamora berufen; Queipos Tochter war verheiratet mit einem von dessen Söhnen.
Queipo de Llano leitete in der Zweiten spanischen Republik von 1934 bis 1936 die Zollbehörde. Er kritisierte die Politik der Volksfront, insbesondere die Agrarreform, die die Landaristokratie enteignete, die Ächtung der Falange Española und das politische und verwaltungsmäßige Autonomiestatut Kataloniens. Als Generalinspekteur der Carabineros hielt er Kontakte zu leitenden Militärs in ganz Spanien. Als Zamora durch Manuel Azaña am 10. Mai 1936 im Präsidentenamt abgelöst worden war, begann Queipo de Llano zusammen mit den Generälen Emilio Mola, Francisco Franco und José Sanjurjo Umsturzpläne gegen die Volksfrontregierung zu schmieden. Diese führten zur Militärrevolte am 17. Juli 1936, die in den Bürgerkrieg mündete.

### Sevilla und Andalusien im Spanischen Bürgerkrieg
Queipo de Llano, kaum in Sevilla eingetroffen, erlangte in den ersten Tagen des Konflikts mit nur 200 Mann durch den Einsatz einer List die Kontrolle über die Stadt: Obwohl der Regierung nachweislich bekannt war, dass Queipo de Llano gegen sie konspirierte, kam er unerkannt in die andalusische Hauptstadt, die als Bollwerk der Arbeiterbewegung galt. Dort hatten sich unter den Offizieren nur die Befehlshaber der Guardia Civil ihm angeschlossen. Sie bewaffneten einige Falangisten und kampfwillige Söhne der Großgrundbesitzer, die „Señoritos“, die sich in der Kaserne der Guardia Civil festsetzten. In improvisierten Stoßtrupps griffen sie die Guardia de Asalto an, nachdem Queipo de Llano den Kommandeur der 2. Division General Villa Abrille in seinem eigenen Amtszimmer festgesetzt hatte. Konfrontiert mit dem Widerstand der Hauptleute im benachbarten 9. Infanterieregiment nahm er auch diese fest und ernannte sich zum Kommandeur des Standortes Sevilla.
Die von ihm befehligten Truppen waren anfangs jedoch viel zu klein, um die starke Arbeiterbewegung Sevillas, die durch eine Sendung des Gewerkschaftsradios Sevilla alarmiert war, zu bekämpfen. Die Bewegung rief den Generalstreik aus, errichtete Barrikaden und setzte Kirchen und Gebäude der Aristokratie in Brand – so die Fabrik für Schmierseife und Parfüm des Besitzers der Tageszeitung ABC, des Herzogs Luca de Tena, eines prominenten Unterstützers der Putschisten. Trotz der geringen Zahl der Truppen gelang es ihm, mit dem 3. leichten Artillerieregiment das Zentrum der Stadt mit der Zivilverwaltung und der Telefonzentrale gegen den erbitterten Widerstand der Guardia de Asalto zu erobern. Radio Sevilla wurde, ohne einen Schuss abzufeuern, eingenommen. Die Republikaner hatten es versäumt, sich rechtzeitig militärisch zu organisieren und den Flughafen Tablada zu besetzen. Um die Verteidiger der Stadt über die wahre Truppenstärke zu täuschen, ließ Queipo de Llano eine Reihe von Fremdenlegionären und Regulares aus Marokko per Flugzeug einfliegen, die ohne Unterbrechung in Militärlastwagen durch die Stadt fuhren, den Eindruck einer gewaltigen Militärmaschinerie erweckten und schnell alle Brücken über den Guadalquivir besetzten. Das Arbeiterviertel Triana, in dem am längsten Widerstand bis zum 25. Juli 1936 gegen den Putsch geleistet wurde, liegt dem Stadtzentrum Sevillas gegenüber dem Río Guadalquivir am nächsten.
Um den Widerstand in den Arbeitervierteln schneller zu brechen, ließ er Anekdoten über Terror in Form massiver Exekutionen an alle, die verdächtigt wurden, Militante, Funktionäre oder Sympathisanten der linken politischen Parteien und Gewerkschaften zu sein, verbreiten, die oft von der Wirklichkeit noch überboten wurden. Die Ankunft marokkanischer Soldaten verbreitete ohnehin panische Angst, weil sie wegen ihrer barbarischen Kampfmethoden berüchtigt waren. Einer Denkschrift des Vorstands der Madrider Anwaltschaft zufolge wurden allein in Sevilla 4200 Personen getötet. In der umliegenden Provinz waren es noch einmal 9000 Personen. Die Schätzungen beziffern die Gesamtzahl in seiner Verantwortung auf 40.000 Opfer im Bürgerkrieg. Das prominenteste Opfer war der Dichter Garcia Lorca, dessen Ermordung in Granada er telefonisch billigte.
Queipo de Llano entwickelte während des Bürgerkriegs Propagandasendungen im Radio zu einer ausgeprägten Form der psychologischen Kriegsführung. Zur Einschüchterung des Feindes und zur Steigerung des Durchhaltewillens der Nationalisten in der republikanischen Zone wurden die Persönlichkeiten der republikanischen Regierung jeden Tag in direkter, zotiger Sprache verspottet. Während die Republikaner sich darüber lustig machten, dass die Nationalisten mit Hilfe von muslimischen Marokkanern in einem „Kreuzzug“ genannten Bürgerkrieg die christlichen Werte in Spanien wiederherzustellen beanspruchten, und die Furcht vor Vergewaltigungen durch die marokkanische Soldateska schürten, sendete Radio Sevilla Kommentare mit Anspielungen auf die Männlichkeit der Fremdenlegionäre und Regulares.
Queipos Äußerungen wurden in der Ausgabe des ABC, der in Sevilla gedruckt wurde, verbreitet, bis sie im Februar 1938 auf Befehl aus Salamanca unterblieben, weil sich die Franquisten ein seriöseres Image von „Recht und Ordnung“ geben wollten.
Zum Kommandeur der Aufständischen im Süden ernannt, unternahm er am 17. Januar 1937 einen Angriff auf Málaga, das den Aufständischen am 8. Februar unterlag. In den folgenden Wochen wurden 4000 Anhänger der Volksfront exekutiert. Ihr Land wurde unter den Anhängern der Franquisten gegen einen symbolischen Preis verteilt. Nach seiner Ernennung zum Kommandeur der Aufständischen im Süden verhielt sich Queipo de Llano während des gesamten Bürgerkrieges ziemlich unabhängig und unterwarf alle von ihm in Andalusien eroberten Dörfer und Städte seinem Terrorregime. Um ihre Ergebenheit zu demonstrieren, hat die Guardia Civil in vielen Orten die örtlichen Repräsentanten der Linken noch vor Ankunft der Truppe Queipo de Llanos liquidiert.

### Lebensende
Gegen Ende der Republik wurde Queipo de Llano zum Generalleutnant befördert, einem Rang, den die Republik zuvor abgeschafft hatte. Seine Beziehungen zu Franco waren insgesamt bescheiden, weil er sich nicht immer seinen Befehlen angeschlossen und in seinen Propagandasendungen nicht an die Sprachregelungen der Regierung der Aufständischen in Burgos gehalten hatte. Franco sandte ihn nach dem Krieg als Chef der spanischen Mission nach Italien. Später diente er als Kommandeur des Militärdistrikts von Sevilla.
Queipo de Llano starb im März 1951 auf seinem Landsitz nahe Sevilla. Er wurde in der Basilika der Macarena in Sevilla beigesetzt, an deren Bau er beteiligt war. 2022 wurde er zusammen mit seiner Frau auf Veranlassung der spanischen Regierung nach 71 Jahren aus der Kirche umgebettet.